# マイ・ライフ・メモリー
マイ・ライフ・メモリー（原題：Sunlight Jr.）は、2013年のアメリカ合衆国製作のローリー・コリヤー監督によるナオミ・ワッツとマット・ディロン主演の映画。 
この映画は第一子妊娠中のカップルの姿を描いた作品。 予想外の妊娠の中、カップルに訪れる試練とそれによって直面する貧困層の経済的困窮を描く。 

## キャスト
- メリッサ・ウィンタース：ナオミ・ワッツ
- リッチー・バーンズ：マット・ディロン
- ジャスティン：ノーマン・リーダス
- キャスリーン：テス・ハーパー
- エドウィン：アントニ・コロネ
- ヴィヴィアン：エイドリアン・ラヴェット
- 店の客：ビビアン・フレミング・アルバレジ （クレジットなし）
- ミッキー：キース・ハドソン
- 女性：ビクトリア・ボーダー（クレジットなし）
- 本を読む女性：レイチェル・トンプソン
- モリー：ベス・マーシャル
- カイル：ガブリエル・アレクサンダー（クレジットなし）

## 評価
Rotten Tomatoesによると、批評家の65％は、37件のレビューと平均評価5.92 / 10に基づいて、映画を肯定的にレビューしている。全体的な評価は『高揚感はないが、マイ・ライフ・メモリーのストーリーラインの暗さは共感を得られるローリー・コリヤーの脚本と、ナオミワッツとマットディロンの好演によって相殺されている』。
Metacritic では、主流の批評家からのレビューに100点満点中の加重平均評価を与えるが、本作は19のレビューに基づいて平均61点を獲得しており、"概ね好意的なレビュー "を示している。 

## 受賞
| 受賞               | 受賞                   | 受賞               | 受賞       |
| 賞                 | カテゴリー             | 受信者             | 結果       |
| ------------------ | ---------------------- | ------------------ | ---------- |
| トライベッカ映画祭 | Best Narrative Feature | ローリー・コリヤー | ノミネート |